# ملكة جمال الولايات المتحدة الأمريكية 1992
ملكة جمال الولايات المتحدة الأمريكية 1992 (بالإنجليزية: Miss USA 1992)‏ هي مسابقة ملكة جمال الولايات المتحدة الأمريكية الواحدة والأربعين في تاريخ مسابقة ملكة جمال الولايات المتحدة الأمريكية، منذ انطلاقتها عام 1952، مركز مؤتمرات القرن الثاني في ويتشيتا ، كانساس في 7 فبراير 1992.
في نهاية الحدث توجت شانون ماركتيك من كاليفورنيا، من قبل حاملة اللقب السابقة كيلي مكارتي من كانساس. أصبحت شانون حاملة لقب ملكة جمال الولايات المتحدة الأمريكية الخامسة من كاليفورنيا وأيضًا ملكة جمال كاليفورنيا الأمريكية الثانية التي تفوز بجائزة فوتوجينيك وتاج ملكة جمال الولايات المتحدة الأمريكية ، مما جعل ولايتها أول ولاية تكرر هذا العمل الفذ. وهي أيضًا ملكة جمال فوتوجونيك الرابعة التي تتوج ملكة جمال الولايات المتحدة الأمريكية بعد فوزها بالجائزة.
استضاف المسابقة ديك كلارك ، مع تعليق مساعد من تيري ميرفي وديبورا شيلتون ، ملكة جمال الولايات المتحدة الأمريكية 1970، كانت هذه هي الثالثة من أربع سنوات التي أقيمت المسابقة في ويتشيتا.

## النتائج

### المراكز النهائية
| النتائج النهائية                          | اسم المتنافسة |
| ----------------------------------------- | --- |

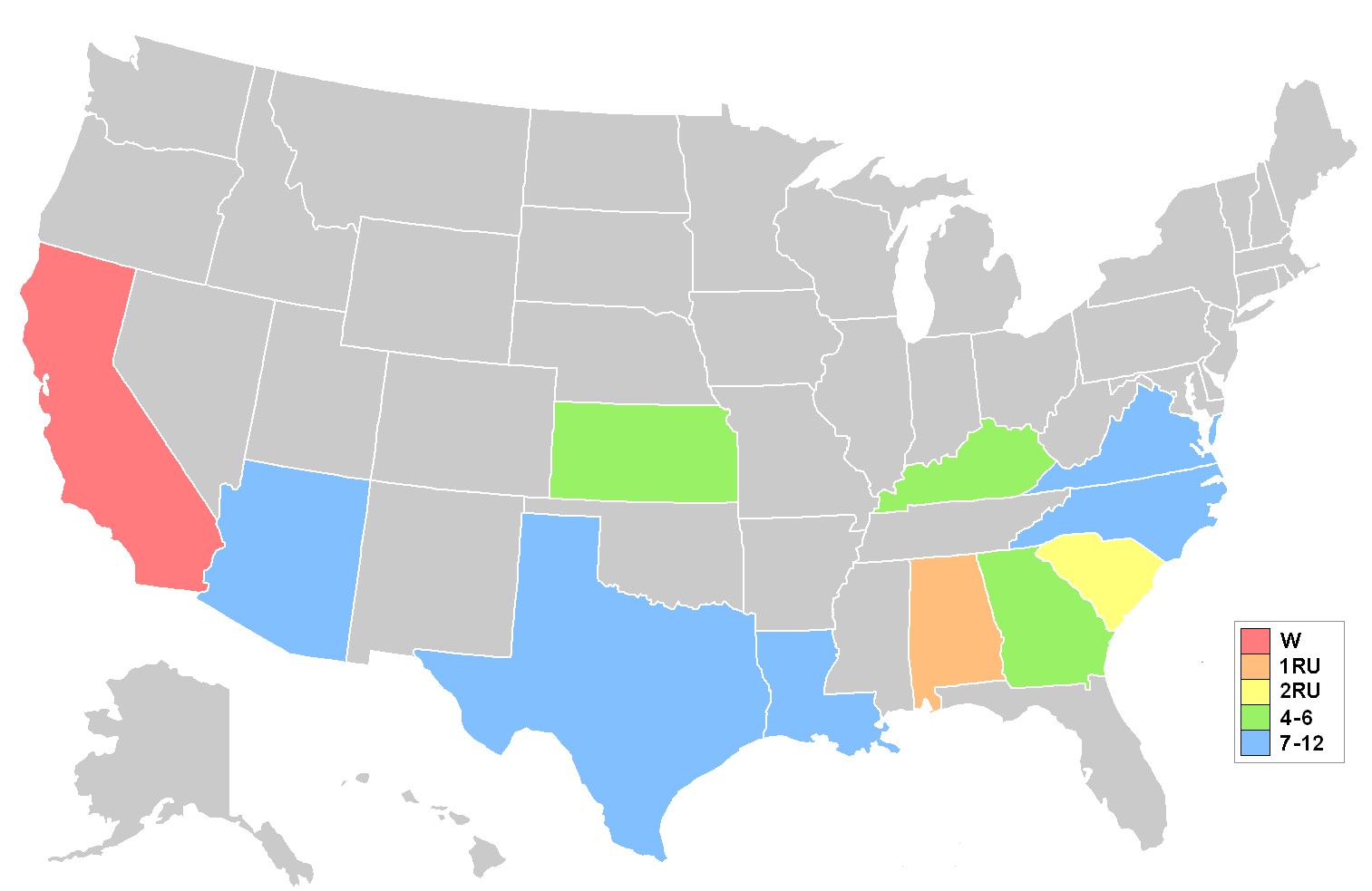
خريطة توضح المواضع حسب الولاية

| ملكة جمال الولايات المتحدة الأمريكية 1992 | - كاليفورنيا - شانون ماركتيك |
| الوصيفة الأولى                            | - ألاباما - كانديس ميشيل براون |
| الوصيفة الثانية                           | - كارولاينا الجنوبية - أودرا والاس |
| أفضل 6                                    | - كنتاكي - أنجيلا كارول هاينز - كانساس - كيمبرلي جيرينز - جورجيا - جنيفر نيل برودجرز                                                              |
| أفضل 11                                   | - أريزونا - دانيس تريسي شيبرد - تكساس - كاتي نيكول يونغ - فرجينيا - براندي بوتورف - كارولاينا الشمالية - تيس إليوت - لويزيانا - كريستي لين سايلور |

## المتسابقات
قائمة الولايات والمندوبات المشاركات في مسابقة ملكة جمال الولايات المتحدة الأمريكية 1992:
| - ألاباما - كانديس ميشيل براون - ألاسكا - كيلي كاثلين كويرك - أريزونا - دانيس شيبرد - أركنساس - جونا غارنر - كاليفورنيا - شانون ماركتيك - كولورادو - لورا دي وايلد - كونيتيكت - كاثرين سانشيز - ديلاوير - جولي آن جريفيث - مقاطعة كولومبيا - واندا جونز - فلوريدا - شارون بيلدن - جورجيا - جينيفر برودجرز - هاواي - هيذر هايز - أيداهو - شيريل مايرز - إلينوي - ليلاني ماجنوسون - إنديانا - هيذر جراي - آيوا - باميلا باتريك - كانساس - كيمبرلي جيرينز - كنتاكي - أنجيلا هاينز - لويزيانا - كريستي سايلور - مين - ليندا كين - ماريلند - رينيه ريبستوك - ماساتشوستس - كريستين نيتشين - ميشيغان - ليني لو هوارد - مينيسوتا - امبر رو - مسيسيبي - تامي جونسون - ميزوري - تونيا سنودجراس | - مونتانا - جوي إسترادا - نبراسكا - جينا مارجريت بلوم - نيفادا - أليسيا برنتيس - نيوهامبشير - ريبيكا ليك - نيوجيرسي - كاثي كاسبراك - نيومكسيكو - شارلوت هولاند - نيويورك - كريستين بيتشاك - كارولاينا الشمالية - تيس إليوت - داكوتا الشمالية - كامي فلادلاند - أوهايو - كورتني بابر - أوكلاهوما - مايا والكر - أوريغون - تيري هاوس - بنسيلفانيا - كاثرين ويبر - رود آيلاند - إيفيت هيرنانديز - كارولاينا الجنوبية - أودرا والاس - داكوتا الجنوبية - شون فريدريش - تينيسي - ناتالي براي - تكساس - كاتي يونغ - يوتا - نيشيل ميكلسون - فيرمونت - بوني كيتريدج - فرجينيا - براندي بوتورف - واشنطن - ستينا ماكلين - فيرجينيا الغربية - فيكي مايرز - ويسكونسن - كيلي برايت - وايومنغ - ليزا بوستل |

## روابط خارجية
- موقع ملكة جمال الولايات المتحدة الأمريكية الرسمي